# چیترنا
چیترنا (به ایتالیایی: Citerna) یک کومونه در ایتالیا است که در استان پروجا واقع شده‌است.

## خصوصیات
چیترنا ۲۴٫۲۰ کیلومترمربع مساحت و ۳٬۳۳۲ نفر جمعیت دارد و ۴۸۰ متر بالاتر از سطح دریا واقع شده‌است.